# ابن حوشب
أبو القاسم الحسن بن فرج بن حوشب الكوفي المعروف بـإبن حوشب ويعرف أيضًا بـمنصور اليمن (ق. 845 - 31 ديسمبر 914) (230 - 11 جمادى الاخرة 302) داعي إسماعيلي. ولد في مدينة الكوفة ونشأ بها في أسرة شيعية اثنا عشرية ثم تحول إلى الإسماعيلية. وهو من أوائل الدعاة الإسماعيليين في اليمن ومؤسس الدعوة فيها بالتعاون مع علي بن الفضل الجيشاني، وقد أسسا العقيدة الإسماعيلية في اليمن وغزا الكثير فيها في عقد 890-900م/ 270-280 هـ باسم الإمام الإسماعيلي، عبيد الله المهدي، الذي كان في كان الوقت لا يزال مختبئا. بعد أن أعلن عبيد الله المهدي نفسه علنًا في إفريقيا عام 909م/ 297 هـ وأقام الخلافة الفاطمية، انقلب ابن الفضل ضده وأجبر ابن حوشب على التبعية. عُرفت حياة ابن حوشب من خلال سيرته الذاتية التي كتبها في حين أن التقليد الإسماعيلي فيما بعد ينسب إليه رسالتين في العقيدة وهما «الرشد والهداية» و «العالم والغلام».

## سيرته
هو أبو القاسم الحسن بن حوشب بن الفرج بن المبارك الكوفي يعود نسبه إلى عقيل بن أبي طالب. ولد حوالي سنة 230 هـ/ 845 م. وأسرته في الأصل أسرة شيعية اثنا عشرية تحدّرت من الكوفة. وبعد تحوّله إلى الإسماعيلية تمّ إرساله مع يمني آخر يدعى علي بن الفضل الجيشاني إلى اليمن لنشر الدعوة الإسماعيلية هناك، ومان إن وصلا اليمن سنة 268 هـ/ 881 م حتى بدأ ابن حوشب عملياته من مدينة عدن. وهو من أوائل الدعاة الإسماعيليين في اليمن وهو مؤسس الدعوة فيها.

وفي سنة 270 هـ/ 883م بدأ يدعو علنًا ويبشّر بالظهور الوشيك للمهدي ونجح في اجتذاب الكثير من المستجبيين إلى دعوته. ثم بعث بأبي عبد الله الشيعي إلى المغرب، وبدعاة آخرين إلى السند ومصر ومناطق أخرى. بقي مواليًا لقائد الدعوة الإسماعيلية المركزي، عبيد الله المهدي، عقب انشقاق سنة 286 هـ/ 899 م في الحركة الإسماعيلية، بينما نقض صاحبه السابق علي بن الفضل بيعته للإمام، الخليفة الفاطمي، بصورة علنية بعد استيلائه على صنعاء سنة 299 هـ/ 911 م. ثم قاد علي بن الفضل قوة ضد ابن حوشب وحاصره لثمانية أشهر في جبل مسور، غير أنه انسحب لاحقًا.

توفي ابن حوشب في 31 ديسمبر 914/ 11 جمادى الاخرة 302، وتلاه ابن الفضل في أكتوبر 915/ ربيع الآخر 303.

## مؤلفاته
ينسب إلى ابن حوشب تأليفه لكتاب «الرشد والهداية» الذي لم يبقَ منه سوى اقتباسات في كتب أخرى، و «العالم والغلام» المرجّح أنه من تأليف ولده جعفر بن منصور اليمن. أما سيرته الذاتية فقد حفظت مصادر إسماعيلية لاحقة أجزاء منها. 